# Meeno Schrader
Meeno Schrader (* 30. Mai 1961 in Leer (Ostfriesland), Deutschland) ist ein deutscher Fernsehmoderator und Unternehmer im Bereich der Meteorologie. Er ist ein passionierter Segler und promovierter Meteorologe sowie Gründer und Geschäftsführer der Consulting-Unternehmen WetterWelt GmbH und meteolytix GmbH.

## Leben
Bereits im frühen Kindesalter entdeckte Meeno Schrader seine Leidenschaft für das Segeln. Diese Leidenschaft baute er in seiner Jugendzeit zu seinem Hobby und im weiteren Leben zu seinem Beruf als Fahrten- und Regattasegler aus. In den 1980er-Jahren konnte er sich erfolgreich als Regattasegler profilieren. Seine größten Erfolge waren der Gewinn der Amateurweltmeisterschaft der 3⁄4-Tonner-Klasse und der dritte Platz bei der Segelweltmeisterschaft der Profis dieser Klasse.
Nach seinem Studium und seiner Promotion in der Meteorologie gründete er im März 1999 das Unternehmen WetterWelt GmbH mit Sitz in Kiel, das auf meteorologische Beratungsdienstleistungen spezialisiert ist. Hierzu zählen unter anderem Wirtschaftswettervorhersagen, die Regatta- und die Törnberatung sowie die weltweite umfängliche Beratung der Berufsschifffahrt. Erstes bahnbrechendes Renommee im Regattabereich brachte ihm unter anderem die meteorologische Vor-Ort Beratung des deutschen Admiral’s-Cup-Teams vor Cowes und die erfolgreiche Beratung der Britischen Weltumseglerin Ellen MacArthur über fünf Jahre ein. Ebenso war er als Berater für das deutsche America’s-Cup-Team United Internet Team Germany in den Jahren 2006 und 2007 in Valencia, Spanien, tätig. Bereits während des Studiums war er für das deutsche Segelolympiateam in Busan (Südkorea) 1988 tätig. Es schlossen sich gleichzeitige Beratungen mehrerer nationaler wie internationaler Teams an. Bei den Olympischen Sommerspielen 2008 in China war er für Deutschland, Singapur, Dänemark, Polen und Teile der US-Mannschaft tätig. Nach China, London und Rio de Janeiro war Tokio 2020 seine sechste Olympiakampagne. 2009 war er Co-Gründer der meteolytix GmbH, die wetterabhängige Absatzprognosen für den Handel anbietet.
Für die Medien war Meeno Schrader seit 1999 als Wettermoderator mit ausgefallenen Formaten für den NDR tätig. Seit 2002 ist er als Wettermoderator in den Regionalfernsehenformaten Schleswig-Holstein Magazin und Schleswig-Holstein 18:00 des NDR im Einsatz, seit 2012 auch für den NDR-Hörfunk.
Neben seinen Tätigkeiten als Wettermoderator wirkt Meeno Schrader auch als Autor. Seit 2010 schreibt er wöchentlich für das Wochenendjournal des Schleswig-Holsteinischen Zeitungsverlags eine Wetterkolumne und seit 2014 eine monatliche Kolumne für die Zeitschrift Lebensart. Zudem hat er das Buch Das Wetterbuch für Wassersportler verfasst (Delius Klasing Verlag). Hierüberhinaus beschäftigt er sich seit seinem Studium mit dem Klimawandel, über den er als oft geladener Gastredner sehr engagierte Vorträge hält. Meeno Schrader lebt mit seiner Familie in Kiel.